# Schiltingeramt
Schiltingeramt ist eine Ortschaft und Katastralgemeinde in der Gemeinde Jaidhof (Bezirk Krems-Land) in Niederösterreich. Die Ortschaft hat 84 Einwohner (Stand 1. Jänner 2024). Bis Ende 1967 war Schiltingeramt eine eigenständige Gemeinde.
Der Ort hat die Form einer Streusiedlung. Die Bebauung besteht primär aus Gehöften. In Schiltingeramt liegt der Vierziger Wald. Generell ist das Gebiet sehr waldreich.

## Geographische Lage
Schiltingeramt gehört zur Kleinregion Kampseen, die übergeordnete Region ist das Waldviertel. Die nächste größere Stadt ist die Statutarstadt Krems (27 km südsüdöstlich von Schiltingeramt). Die Stadtgemeinde Gföhl ist etwa 8 km entfernt. Eine angrenzende Katastralgemeinde ist z. B. Schiltern.

### Nachbargemeinden
| Krumau am Kamp | St. Leonhard am Hornerwald                  | Gars am Kamp                    |
|                | Kompassrose, die auf Nachbargemeinden zeigt |                                 |
| Gföhl          |                                             | Schiltern (Gemeinde Langenlois) |

## Ortsname
Der Name Schiltingeramt gründet sich darauf, dass die Häuser zwar geographisch in der Nähe von Schiltern gelegen sind, aber durch eine eigene Behörde (Amt) verwaltet werden, also formal eigenständig und nicht mit Schiltern verbunden sind.

## Geschichte
Laut Adressbuch von Österreich waren im Jahr 1938 in der Ortsgemeinde Schiltingeramt zwei Gastwirte, ein Schmied und zahlreiche Landwirte ansässig.
Mit 1. Jänner 1968 wurden im Zuge der Niederösterreichischen Kommunalstrukturverbesserung die bis dahin selbständigen Gemeinden Eisenbergeramt, Eisengraberamt und Schiltingeramt nach Jaidhof eingemeindet.

## Verkehrsanbindung
Im Ort liegen die Postbusstationen Schiltingeramt Neugschwendt und Schiltingeramt Vierzigerwald. An Ruhetagen fährt der Bus nicht. Eine Taxifahrt vom Bahnhof Krems an der Donau nach Schiltingeramt kostet etwa 45 Euro.

## Persönlichkeiten
- Anton Hrodegh (1875–1926), Pfarrer und Prähistoriker